# Libnotes undulata
Libnotes undulata là một loài ruồi trong họ Limoniidae. Chúng phân bố ở miền Cổ bắc.